# Bengt-Olov Hansson
Bengt-Olov Hansson, född den 18 augusti 1930 i Stockholm, är en svensk friidrottare, som tävlade i stående längdhopp och höjdhopp. Han tävlade för klubben SoIK Hellas och vann SM i stående längdhopp åren 1954, 1956, 1958, 1960 samt 1963.